# Азиатский усач

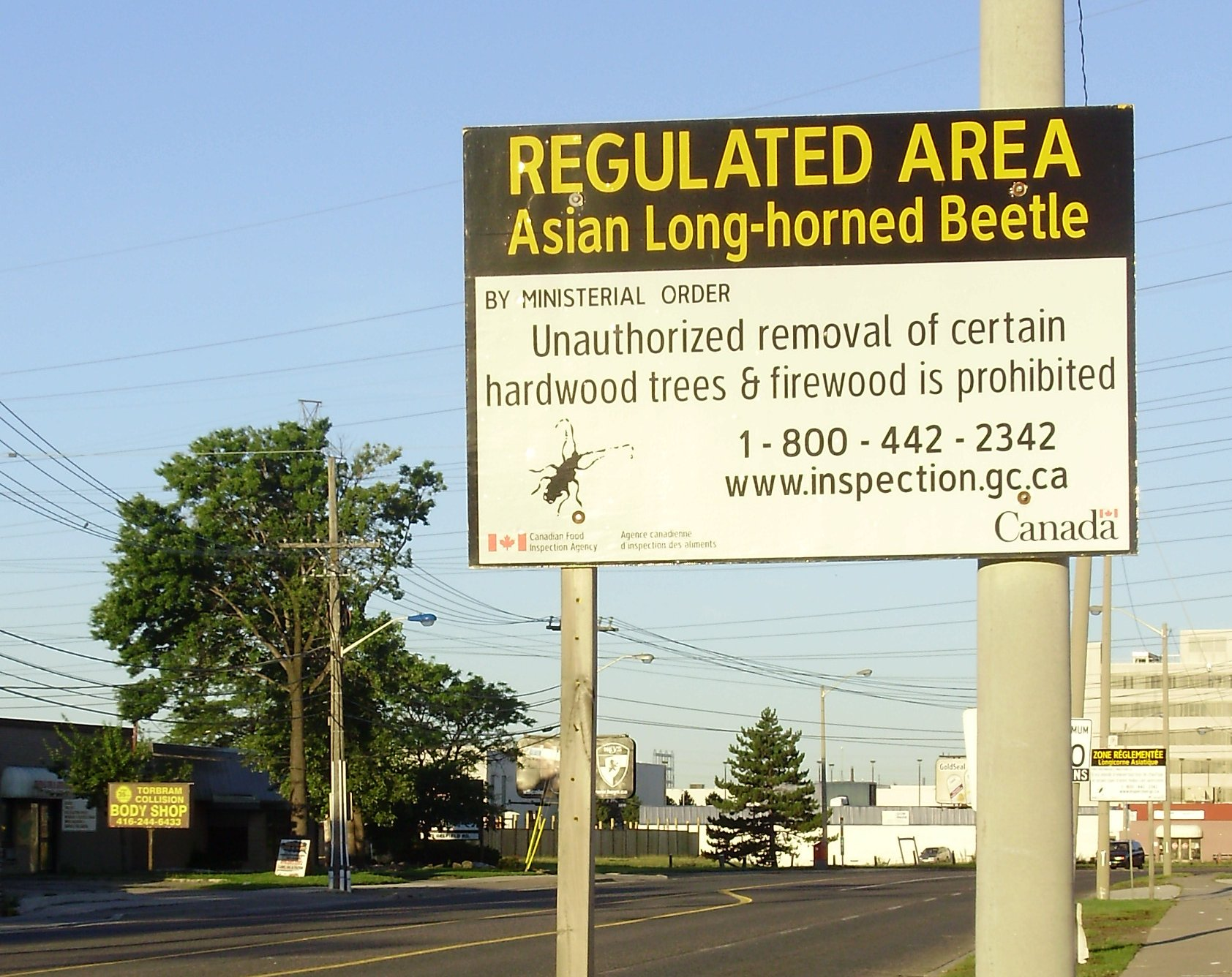
Предупреждение агентства Canadian Food Inspection Agency, ведущего борьбу с Азиатским усачём в зоне Торонто

Азиатский усач (лат. Anoplophora glabripennis) — жук из подсемейства Ламиины семейства Усачей, объект карантина. В Китае известен как Starry Sky (или Sky Beetle), а в США, где приносит многомиллионные убытки, являясь опасным вредителем лиственных лесов, известен как Asian Longhorned Beetle.

## Описание
Жук длиной 20-35 мм и шириной 7—12 мм, тело продолговато-овальное, несколько уплощённое, поверхность тела чёрная, блестящая и гладкая с 20 непостоянными белыми точками на надкрыльях. Усики 11-члениковые, в 2,5 раза длиннее тела у самцов и в 1,3 раза у самок.
Яйца 5—7 мм в длину, не совсем белые, продолговатые с небольшими вогнутыми хвостиками. К концу развития яйца становятся жёлто-коричневыми.
Личинка безногая сливочно-белого цвета, с хитинизированным коричневым переднегрудным щитком, 50 мм.
Куколка белая, 30—33 мм в длину и 11 мм шириной.

## Экология
Приносят значительный вред лиственным породам. Личинки питаются ксилемой и прогрызают в древесине широкие и запутанные ходы. В их кишечнике живёт грибок, синтезирующий алкоголь из съеденной древесины. Имаго питаются корой и листьями деревьев, предпочитая нападать на молодые побеги. Зимуют на стадиях яйца, личинки или куколки. Полифаг многих лиственных древесных пород, предпочитает клёны: Acer negundo, Acer platanoides, Acer pseudoplatanus, Acer saccharinum, Acer truncatum, вязы (Ulmus), тополя (Populus), ивы (Salix), каштан конский (Aesculus), шелковица (Morus alba), Malus domestica, Prunus serrulata и др. Также поражает представителей родов Melia, Pyrus, Robinia, Betula.

## Распространение в мире
Родиной азиатского усача считается Китай, где находится его нативный ареал. В последние годы широко распространился и обнаружен в Северной Америке (США, Канада) и Европе.

### Европа
В Европе обнаружен в таких странах как Австрия, Бельгия, Великобритания, Франция, Германия, Италия, Швейцария.

### Северная Америка
В США был впервые обнаружен в 1996 году. Хотя также считается, что азиатский усач был завезён в Нью-Йорк ещё ранее, в 1980-е годы вместе с древесными упаковочными и крепёжными лесоматериалами, применяемыми на морских судах. По данным Виктора Местро, директора Animal and Plant Health Inspection Service (лаборатория в Кейп-Коде, штат Массачусетс), центром инфестации является Китай, с одного из складов которого шла поставка древесного материала (Смит, 2003).
- Август 19, 1996: азиатский усач обнаружен в Гринпойнте в Бруклине, Нью-Йорк
- Сентябрь 23, 1996: обнаружен в Амитивилле, (Нью-Йорк)
- Октябрь 17, 1997: обнаружен в Линденхёрсте, (Нью-Йорк)
- Июль 13, 1998: обнаружен в окрестностях Рейвенсвуда, Чикаго, Иллинойс
- Июль 31, 1998: Эдисон, штат Иллинойс
- Август 3, 1998: Саммит, штат Иллинойс
- Февраль 1999: Бейсайд, Куинс (Нью-Йорк)
- Июль 1999: Флашинг, Куинс, Нью-Йорк
- Август 1999: Верхний Ист-Сайд (Манхэттен)
- Сентябрь 2, 1999: Парк Ридже, штат Иллинойс
- Июнь 2000: Нижнем Ист-Сайде (Манхэттен)
- Июль 2000: Флашинг-Медоус — Корона-парк, Куинс
- Октябрь 2001: FDR Drive & 34th St (Манхэттен)
- Январь 2002: Центральный Парк (Манхэттен)
- Март 2003: Форест-Парк (Куинс)
- Апрель 2003: Кью-Гарденс-Хиллс, Квинс, Нью-Йорк
- Сентябрь 2003: Кладбище Елеонской Горы в Квинсе[10]
- Сентябрь 18, 2003: обнаружен в Торонто и Воне (Онтарио)[11]
- Июнь 16, 2005: 2 живых жука найдены в окрестностях Сакраменто в штате Калифорния).
- Март 1, 2007: инспекторы, работавшие по Программе искоренения азиатского усача обнаружили его на острове Пралла в округе Ричмонд а Нью-Йорке.[12]
- Август 7, 2008: усач найден в Вустере, штат Массачусетс.[13][14][15]

## Стадии развития

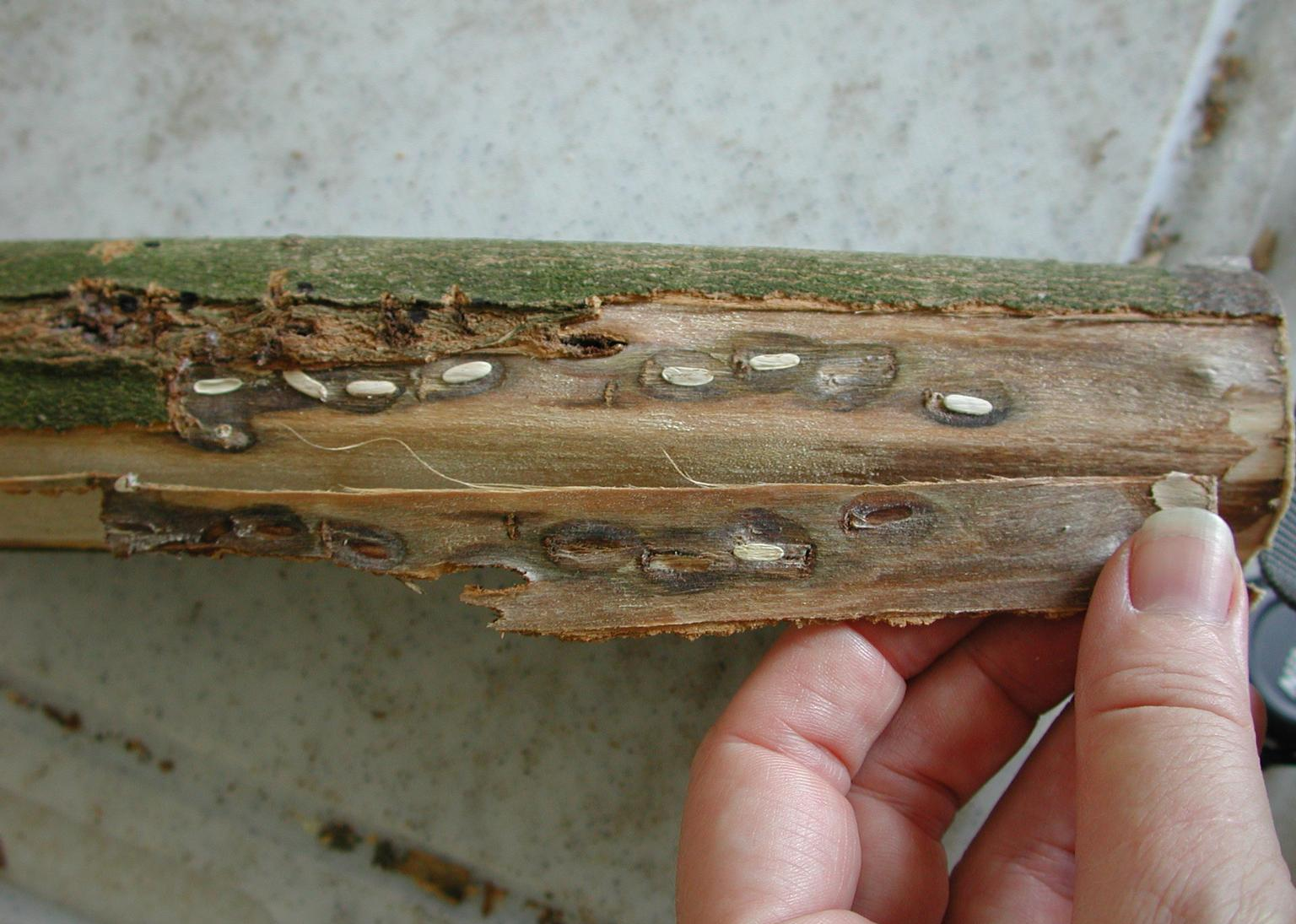
Яйца
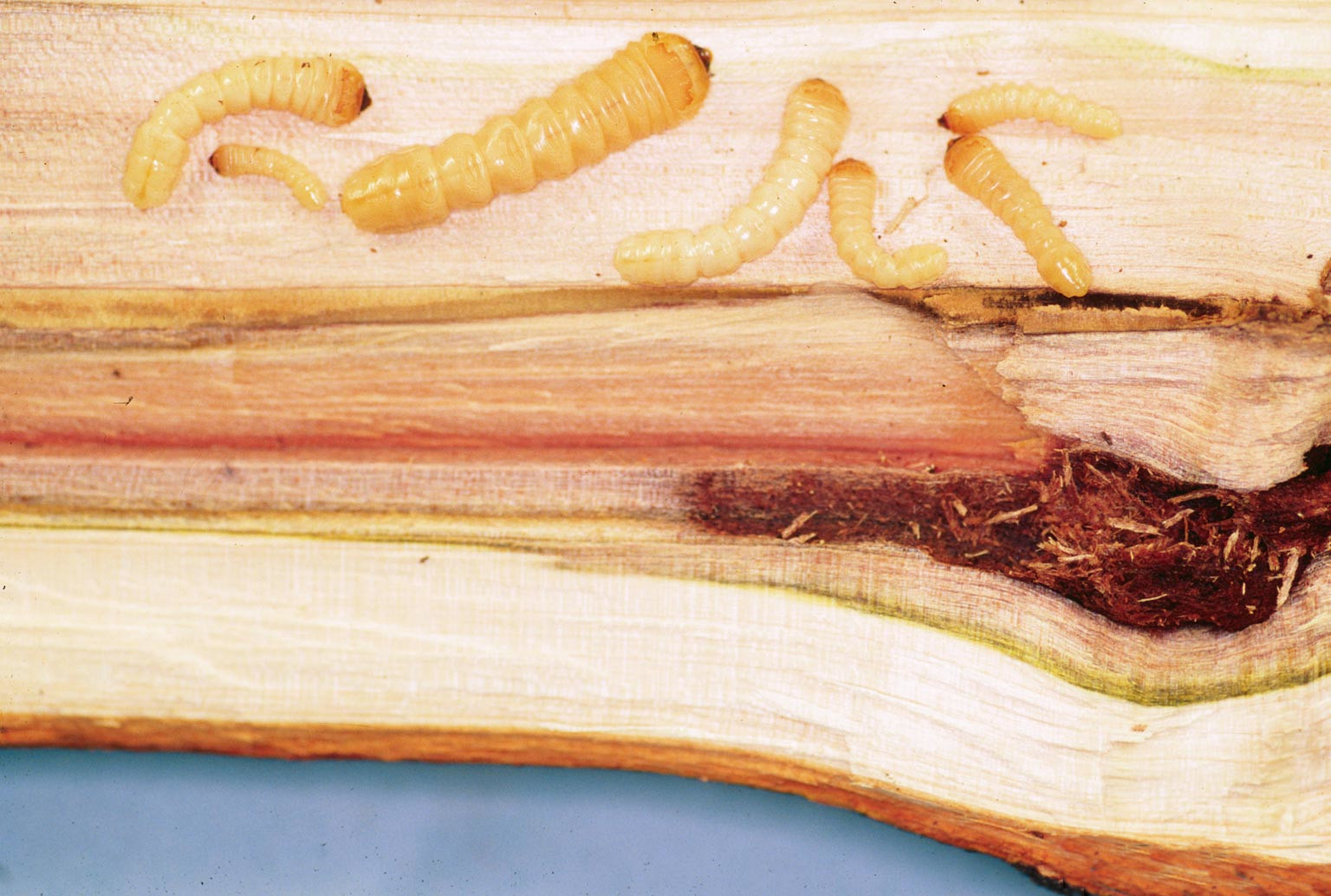
Личинки
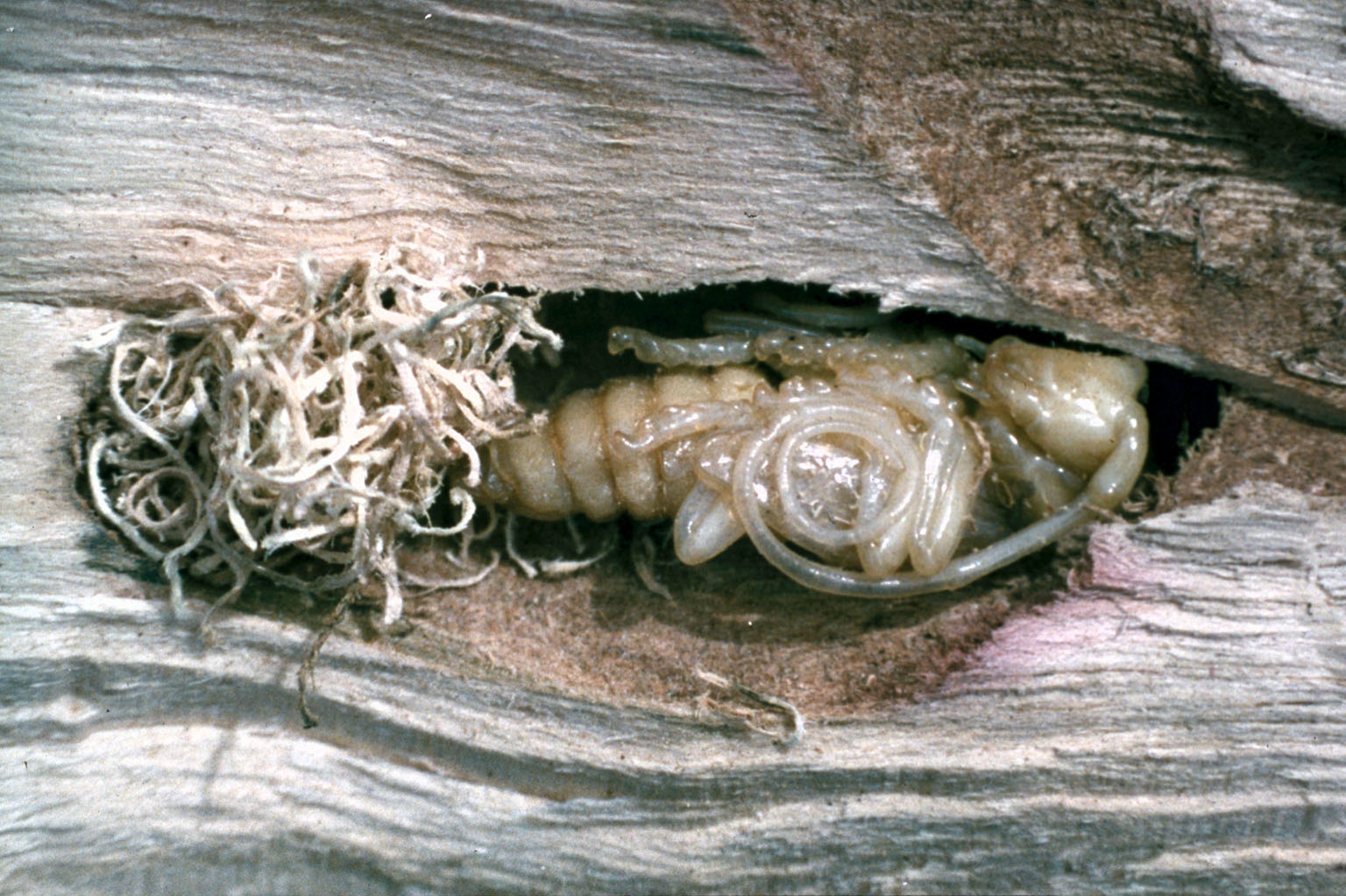
Куколка
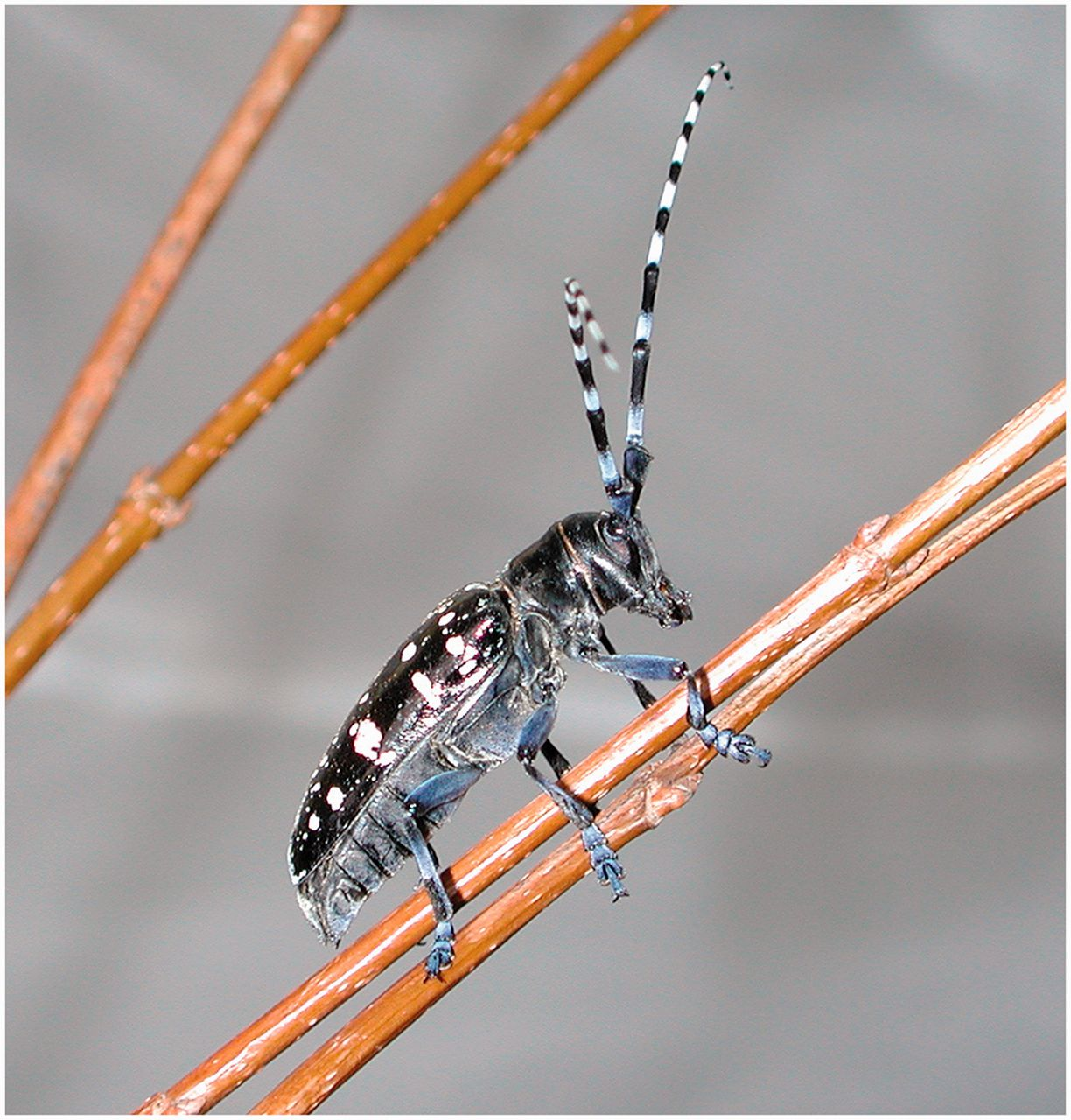
Имаго